# Lo que pide la gente
Lo Que Pide La Gente es el décimo álbum de estudio de la Fania All Stars, lanzado en el año 1984 y cuenta con la producción de Johnny Pacheco. El sencillo que vendió el álbum y que también se convirtió en un éxito en la historia de la salsa fue El Rey de la Puntualidad, tema que fue escrito por Pacheco para Héctor Lavoe, que se había caracterizado por llegar tarde a sus conciertos. En este álbum participan Celia Cruz, Ismael Miranda, Héctor Lavoe, Ismael Quintana, Pete "El Conde" Rodríguez, Adalberto Santiago y un joven Cali Alemán.

## Lista de canciones
| N.º   | Título                                                                 | Cantante(s)                      | Duración |  |
| 1.    | «Por Eso Yo Canto Salsa» (Composición de: Ramón Díaz y Johnny Pacheco) | Fania All Stars                  | 8:25     |  |
| 2.    | «Lo Que Pide la Gente» (Composición de: Papo Lucca y Johnny Pacheco)   | Fania All Stars                  | 9:20     |  |
| 3.    | «El Rey de la Puntualidad» (Composición de: Johnny Pacheco)            | Fania All Stars con Héctor Lavoe | 6:45     |  |
| 4.    | «Usando el Coco» (Composición de: Johnny Pacheco)                      | Fania All Stars                  | 7:06     |  |
| 5.    | «La Tierra No Es Pa' la Guerra» (Composición de: Ramón Rodríguez)      | Fania All Stars con Cali Alemán  | 5:25     |  |
| 36:41 |                                                                        |                                  |          |  |

## Músicos
- Voces - Adalberto Santiago, Cali Alemán, Celia Cruz, Héctor Lavoe, Ismael Miranda, Ismael Quintana y Pete "El Conde" Rodríguez
- Maracas - Héctor Casanova
- Piano - Papo Lucca
- Bajo - José Gazmey
- Trompetas - Juancito Torres, Tony Barrero, Héctor “Bomberito” Zarzuela
- Trombones - Reinaldo Jorge, Leopoldo Pineda y Lewis Kahn
- Bongó - Roberto Roena
- Congas - Eddie Montalvo y Milton Cardona
- Timbales - Nicky Marrero

## Créditos
- Productor - Johnny Pacheco
- Productor ejecutivo – Jerry Masucci
- Ingeniero de sonido – Irv Greenbaun
- Dirección de Arte e Ilustración del Álbum - Rickey R. Gaskins